# Chefferie de Sanaga
La chefferie  Sanaga est l'une des chefferies traditionnelles au Cameroun, située dans la région du Centre, dont Mveimani Sombo Amba est le chef traditionnel,.

## Localisation
La chefferie se situe dans l'arrondissement de Ngoro, département du Mbam et Kim région du Centre. La chefferie est classe comme 1 er degré de Arrêté n°019/CAB/PM du 07 février 1981 déterminant les groupements traditionnelles de 1er degré.

## Historique
Les nouveaux villages du département du Mbam et Kim ont été crée grâce au  phénomène d'exode rural des populations de la Lekié  à travers le fleuve Sanaga. c'est une vaste zone forestière et agricole sous-peuplée qui offre la possibilité a d'autres venus d'ailleurs de s'installer.

## Économie
La principale activité effectuée par la population de la chefferie Sanaga est l'agriculture notamment la culture du Cacao, on peut noter la présence des structures étatiques et para-étatiques comme la SODECAO (société de développement du cacao) qui aide les populations pour la collecte du cacao.

## Autorités politiques
Les différentes autorités ressortissantes de cette grande chefferie de premier degré sont:
- René Sadi l'actuel ministre de la communication du Cameroun ;
- Nicole Okala Bilaï la sénatrice dans le Mbam et Kim.